# Journée mondiale de l'hygiène menstruelle
La journée mondiale de l'hygiène menstruelle est une journée internationale qui a lieu chaque année le 28 mai. Elle vise à briser les tabous et à sensibiliser à l'importance d'une bonne hygiène menstruelle chez les femmes et en particulier les adolescentes à travers le monde. Cette journée a été initiée par l'ONG allemande WASH United en 2014. Cette initiative en faveur de l'hygiène menstruelle a reçu le soutien de plus de 270 partenaires qui se sont engagés à faire des bonnes pratiques d'hygiène menstruelle une de leurs priorités dans le monde entier.
Cette journée est à mettre en relation  avec d'autres moments de sensibilisation à l'assainissement et à l'hygiène, tels que la Journée mondiale du lavage des mains le 15 octobre ou encore la Journée mondiale des toilettes le 19 novembre.

## Définition de l'hygiène menstruelle
Une gestion de l'hygiène menstruelle (MHM pour Menstrual Hygiene Management) appropriée est définie comme suit : 

« Les femmes et les adolescentes ont accès à des produits propres pour absorber ou recueillir le sang menstruel, et ces dispositifs peuvent être changés en toute intimité aussi souvent que nécessaire pour toute la durée de la menstruation.
Une gestion de l'hygiène menstruelle comprend également l'utilisation de l'eau et du savon pour laver le corps, aussi souvent que nécessaire ; et l'accès à des installations pour utiliser et gérer les dispositifs de flux menstruel. »

## Hygiène menstruelle

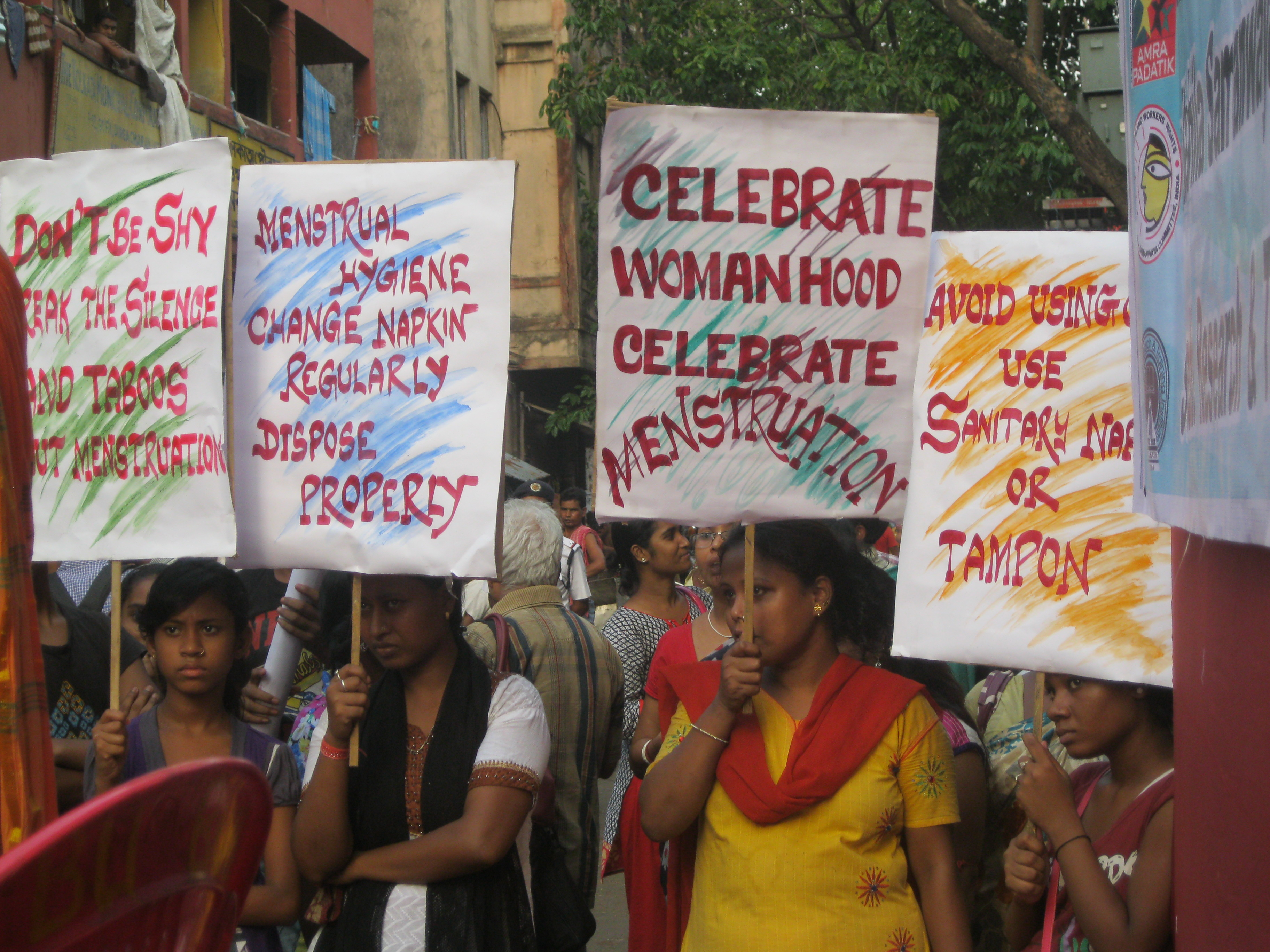
Célébration de la journée de l'hygiène menstruelle à Amra Padatik, Inde

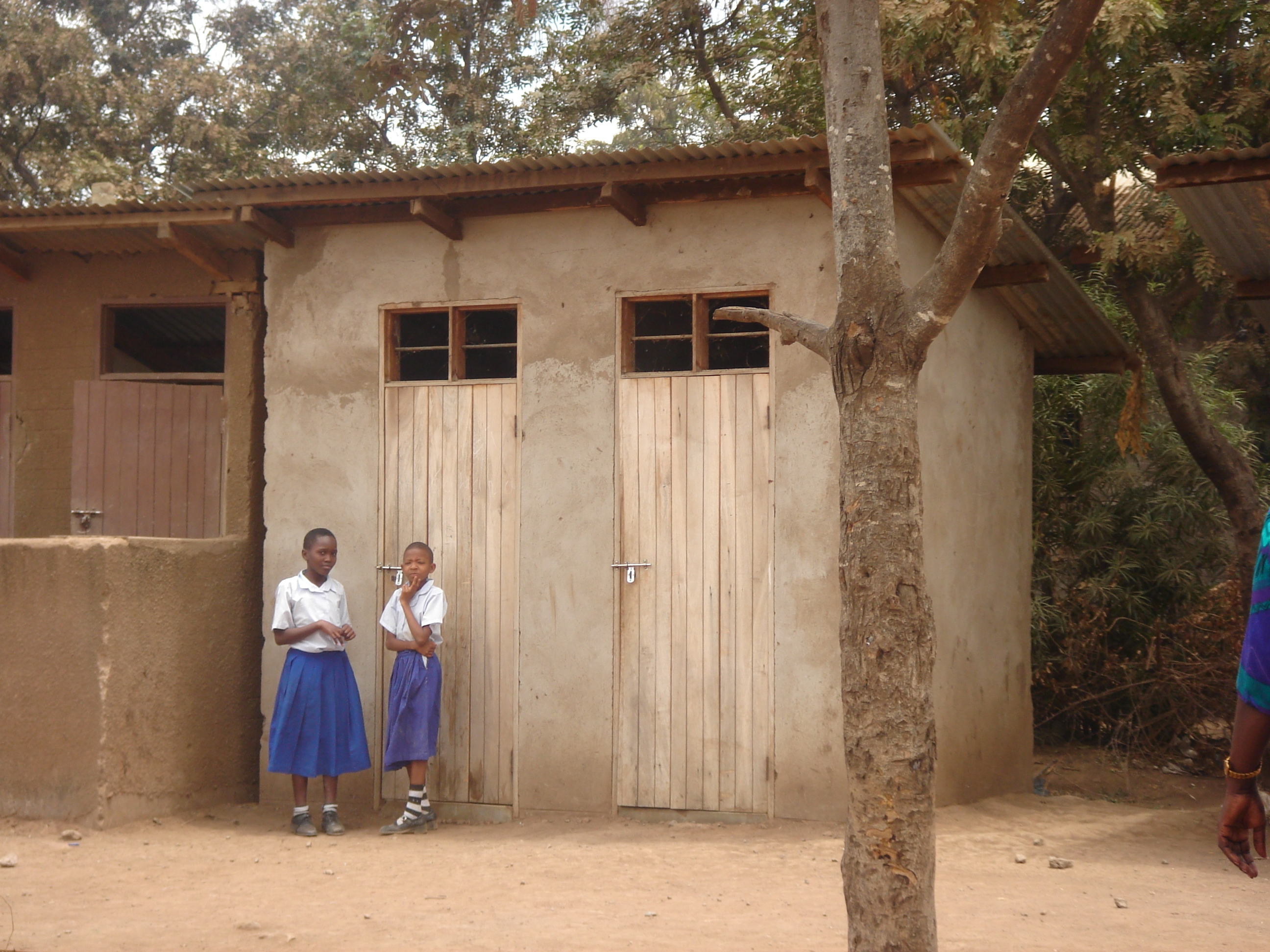
Les toilettes pour filles en Tanzanie quand elles existent ne permettent pas d'utiliser des serviettes hygiéniques

Les conditions d'hygiène menstruelle sont directement liées aux problèmes auxquels les femmes ont à faire face, en particulier dans les pays en développement. Le silence actuel sur la menstruation des femmes et des adolescentes les prive d'une information importante concernant leur propre corps, leur santé, leurs droits à l'éducation et enfin au respect de la dignité et des droits de la personne humaine,. Dans une étude de 2014 menée en Inde, les chercheurs ont constaté que 42 % des femmes qui ont participé à l'étude ne savent pas qu'il existe des serviettes hygiéniques, ne connaissent pas leur corps, et ignorent l'origine du sang menstruel. « La plupart d'entre elles ont eu peur ou se sont inquiétées lors de leurs premières règles ». Dans le monde, une femme sur trois n'a pas accès à des toilettes. L'hygiène liée aux menstrues est ignorée par les professionnels des secteurs de l'eau, de l'assainissement et de l'hygiène (EAH), ainsi que de ceux de la santé et de l'éducation,.

### Santé et aspects psychosociaux
Une mauvaise hygiène menstruelle peut affecter le taux de fécondité. Les conséquences des infections spécifiques, ainsi que les voies de transmission des maladies infectieuses restent cependant mal connues. En Inde, la majorité des femmes présentent des risques d'infections de l'appareil génital en raison d'une mauvaise hygiène. Ces infections peuvent  conduire à des handicaps divers si elles ne sont pas traitées dès leur apparition. Les infections de l'appareil génital sont la cause de 30 % à 50 % des infections prénatales. En raison des préjugés entourant les règles, certaines femmes en Inde, ne s'alimentent pas ou ne prennent pas de douches pendant leurs menstruations.
Chez les adolescentes c'est leur propre image qui est dépréciée et affaiblie par les critiques et comportements négatifs envers les menstruations,.

### Les installations sanitaires dans les écoles

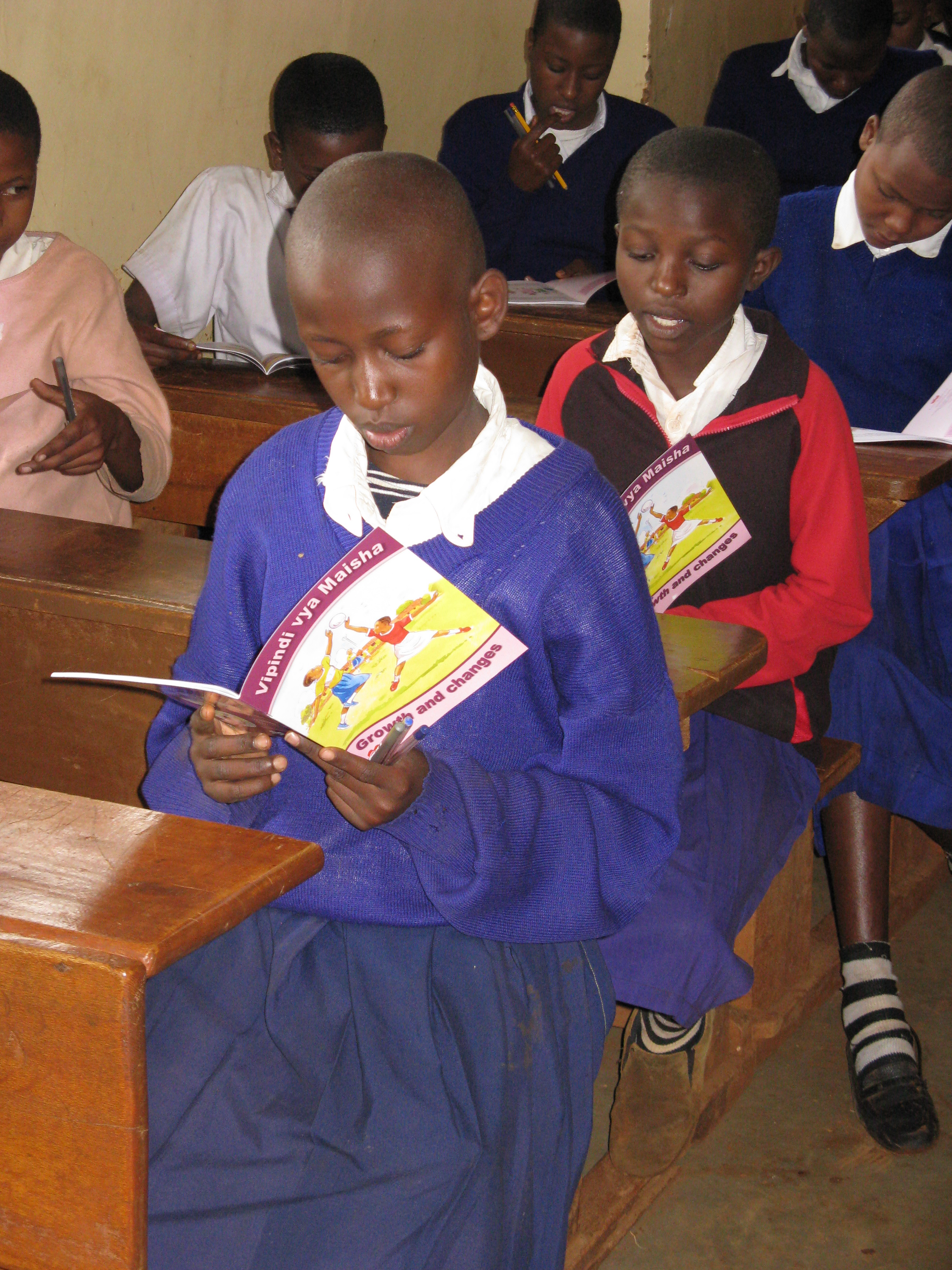
Lecture du livre la Croissance et le changement à propos de la menstruation et de la puberté (Tanzanie)

Dans de nombreuses régions d'Afrique subsaharienne, les adolescentes manquent jusqu'à 5 jours d'école par mois ou abandonnent complètement l'école uniquement parce qu'elles n'ont ni protections hygiéniques, ni accès à l'eau, à des sanitaires ou à un endroit pour se laver,. Améliorer l'accès à des toilettes et mettre à disposition un endroit pour se laver permet d'augmenter le nombre de filles à l'école. Un programme pour les sanitaires en milieu scolaire dans le Bangladesh a augmenté la scolarisation des filles à l'école de 11%.
La gestion des déchets des protections hygiéniques est largement ignorée dans les écoles des pays en développement malgré les impacts environnementaux[réf. souhaitée]. Seules 47 % et 46 % de toutes les écoles à l'échelle mondiale possèdent des sanitaires et de l'eau. Souvent on ne prévoit pas de bacs pour collecter les protections hygiéniques souillées dans les toilettes pour filles (quand elles existent) . Les protections souillées jonchent le sol autour de l'école,  polluent l'environnement et provoquent une gêne pour les filles scolarisées.
Aux États-Unis, de nombreuses adolescentes qui ne peuvent pas acheter de protections hygiéniques manquent l'école pour éviter d'avoir des vêtements tachés et pour ne pas avoir à demander aux membres du personnel des produits d'hygiène menstruelle.

### L'accès aux protections hygiéniques
Dans les pays à faible revenu, le choix pour les femmes du type de  protections hygiéniques est souvent limité par le coût, la disponibilité des produits et les normes sociales.
Les adolescentes et les femmes dans le monde du travail s'absentent souvent parce qu'elles n'ont pas accès à des installations sanitaires. Dans certains pays, il n'y a pas sur les lieux de travail de ressources pour les femmes ni même des "toilettes à proprement parler". De nombreuses femmes ne peuvent s'acheter des protections hygiéniques en raison de leur coût[réf. souhaitée]. Des femmes au Bangladesh qui travaillent dans les usines ont déclaré qu'elles utilisent les serpillières qui jonchent le sol à l'usine à la place des serviettes hygiéniques et des tampons, provoquant des infections dangereuses et des absences au travail.
Même des adolescentes et des femmes à faible revenu ou sans-abri dans les centres-villes des États-Unis ne peuvent pas se permettre d'acheter des articles d'hygiène,. Les Banques Alimentaires dans New York rapportent que les produits d'hygiène féminine sont en forte demande. Les femmes sans-abri aux États-Unis rencontrent d'autres difficultés. Elles ne peuvent pas prendre de douche ou utiliser le réseau de toilettes dans les refuges pour sans-abri aussi souvent que nécessaire car il existe des restrictions sur l'utilisation des toilettes. À New York, pour aider les femmes à faible revenu à avoir accès à des protections hygiéniques, des  initiatives et propositions visent à supprimer la taxe de vente sur les produits d'hygiène féminine et à distribuer gratuitement des tampons dans les écoles publiques. Les femmes sans-abri dans certains pays industrialisés, tels que le Royaume-Uni, ont accès à des tampons et serviettes hygiéniques gratuitement.

### Tabous
Malgré le fait que la menstruation soit un processus biologique naturel, les règles sont stigmatisées, abordées avec hésitation et mal connues, à cause des tabous culturels profondément enracinés.
Par exemple, en Inde, dans de nombreuses maisons traditionnelles hindoues, les femmes ont à faire face à des tabous qui restreignent leur champ d'action pendant leurs règles, comme se voir refuser l'entrée du temple ou de la cuisine. Dans les zones autour du district de  Jhabua , la croyance est que « la menstruation est une maladie et non pas un processus biologique normal ». Par conséquent, les femmes qui ont leurs règles ne sont pas autorisées à dormir dans des lits, ni à entrer dans les cuisines, ni à toucher les membres de leur famille, ni à manger des aliments épicés.
Dans l'Ouest du Népal, suivant la tradition du chaupadi, les femmes sont bannies du village pendant leurs règles. Elles partent s'installer dans des huttes sommaires à l'écart, pour ne pas être en contact avec les hommes et le bétail. De nombreuses superstitions sont liées aux règles ; ne pas se regarder dans un miroir, ne pas manger de papaye, ne pas boire du lait.

## Objectifs de la journée mondiale de l'hygiène menstruelle

Célébration de la journée de l'hygiène menstruelle en Ouganda

La journée de l'hygiène menstruelle est destinée à servir de plateforme pour réunir les personnes, les organisations, les entreprises sociales et les médias afin de faire entendre une voix unie et forte  à travers le monde et briser ainsi le silence sur la gestion de l'hygiène menstruelle,.
Les objectifs de la journée de l'hygiène menstruelle sont,:
- expliquer les défis et les difficultés auxquels de nombreuses femmes sont confrontées quand elles ont leur règles ;
- mettre en évidence les effets positifs et des solutions innovantes prises pour relever ces défis ;
- catalyser la croissance du mouvement mondial qui reconnaît et défend les droits des femmes et construire des partenariats entre ces organismes sur le plan national et local ;
- s'engager dans le dialogue politique et plaider activement pour l'intégration de la gestion de l'hygiène menstruelle dans les politiques mondiale, nationales et locales de développement des programmes et des projets ;
- créer un événement  pour les médias, y compris les réseaux sociaux.

La journée de l'hygiène menstruelle rend audible et visible la croissance  d'un mouvement transnational qui favorise l'alphabétisation, l'autonomie du corps, ainsi que l'égalité des sexes.
Pour les partenaires dans les pays en développement, la journée n'est pas seulement l'occasion de sensibiliser, mais aussi de renforcer la responsabilité des gouvernements dans les questions d'hygiène menstruelle.

## Historique
En 2012, plusieurs groupes importants impliqués dans la santé publique ont commencé à briser le silence sur le problème spécifique lié à l'hygiène menstruelle et ont porté cette question à l'échelle mondiale, en mobilisant les organisations de base, les organismes sociaux et l'organisation des Nations unies.
En mai 2013, l'organisation WASH United basée à Berlin a lancé une campagne pendant 28 jours sur les médias sociaux , par exemple sur Twitter, avec le hashtag  #MENSTRAVAGANZA afin de sensibiliser aux besoins en hygiène liés aux règles qui sont à prendre en considération dans les initiatives de développement du secteur EAH (Eau, Assainissement Hygiène),. Celles et ceux qui ont participé à la campagne sur les médias sociaux, y compris les acteurs de l'EAH (Eau, Assainissement, Hygiène) les organismes Girls' Globe and Ruby Cup, ont été encouragés par les retours positifs et ont décidé de créer une journée mondiale dédiée à la menstruation.
Le 28 mai a été choisi pour sa symbolique. En effet le mois de mai est le 5e mois de l'année et la plupart des femmes ont en moyenne 5 jours de règles tous les mois, intégrés dans un cycle d'environ 28 jours.
Le 28 mai 2014, de nombreuses personnes à travers le monde ont célébré pour la première fois le jour de l'hygiène menstruelle, par des rassemblements, des expositions, des projections de films, des ateliers et des discours. Il y avait 145 partenaires impliqués pour cette première Journée mondiale de l'hygiène menstruelle.
Le 28 mai 2015, des organisations et des personnes du monde entier se sont réunies pour célébrer la deuxième journée mondiale de l'hygiène menstruelle sur le thème « Mettons fin à l'ignorance sur la menstruation ». Au total, 127 événements dans 33 pays ont permis de faire participer les hommes et les garçons, d'aborder d'autres sujets importants pour les femmes et les filles, de faire avancer les débats, d'atteindre les marginalisés, et de combattre les normes sociales qui considèrent que les règles sont honteuses ou sales. 
La campagne sur les médias sociaux a proposé un autre regard sur les normes établies par la société avec le tag #IfMenHadPeriods. WaterAid, a publié pour la Journée de sensibilisation sur l'hygiène menstruelle des vidéos décalées où les hommes sont fiers d'avoir leurs règles et utilisent Manpons plutôt que des tampons. La campagne a contribué à sensibiliser aux difficultés spécifiques que rencontrent les femmes qui n'ont pas accès à l'eau potable, à l'hygiène et à l'assainissement, quand elles ont leurs règles. Un autre aspect de la campagne, c'est qu'il a permis d'amener des hommes dans les conversations de sorte qu'ils ont pu « aider à faire face à la stigmatisation, en grande partie des sociétés patriarcales et encourager les femmes et les adolescentes à considérer leur cycle avec fierté au lieu de honte ». En Ouganda, les festivités de 2015 ont débuté par une marche vers le Parlement où une charte sur l'hygiène menstruelle  a été signée. La marche s'est poursuivie par des représentations du théâtre national dans les écoles primaires et secondaires.
En 2017, on compte 410 partenaires officiels, parmi lesquels des organisations non gouvernementales (Ong) internationales, telles que SNV Netherlands Development Organisation (en), Plan (ONG) (en), Water for people (en), Women in Europe for a Common Future (en). Les autres partenaires sont des Ong nationales ou régionales ainsi que des fournisseurs de protections hygiéniques et de coupes menstruelles, des fabricants de la machine à laver les serviettes périodiques.